# Oplopanax
- Commons
- Wikispecies

Oplopanax é um género botânico pertencente à família Araliaceae.